# پارک شبه‌ملی سوبو-کاتاموکی
پارک شبه‌ملی سوبو-کاتاموکی (به لاتین: Sobo-Katamuki Quasi-National Park) یک پارک شبه‌ملی و منطقهٔ مسکونی در ژاپن است که در استان اوئیتا واقع شده‌است.